# M19 (киберспортивный клуб)
M19 — киберспортивный клуб, существовавший в Санкт-Петербурге с 1999 по 2006 годы. В 2002 году команда клуба M19 по компьютерной игре Counter-Strike стала чемпионом мира по версии WCG, а игрок в Quake Алексей Нестеров (M19*LeXeR) впервые в российской истории выиграл один из старейших (наряду с The CPL) турнир QuakeCon от id Software.
Триумфальное выступление команды M19 по Counter-Strike и российских игроков в Quake на чемпионате мира дало небывалый толчок к развитию и популяризации киберспорта в России, а 2002 год позже стал называться «золотым годом российского киберспорта».

## История сети клубов M19 и T33

### М19

#### Создание клуба

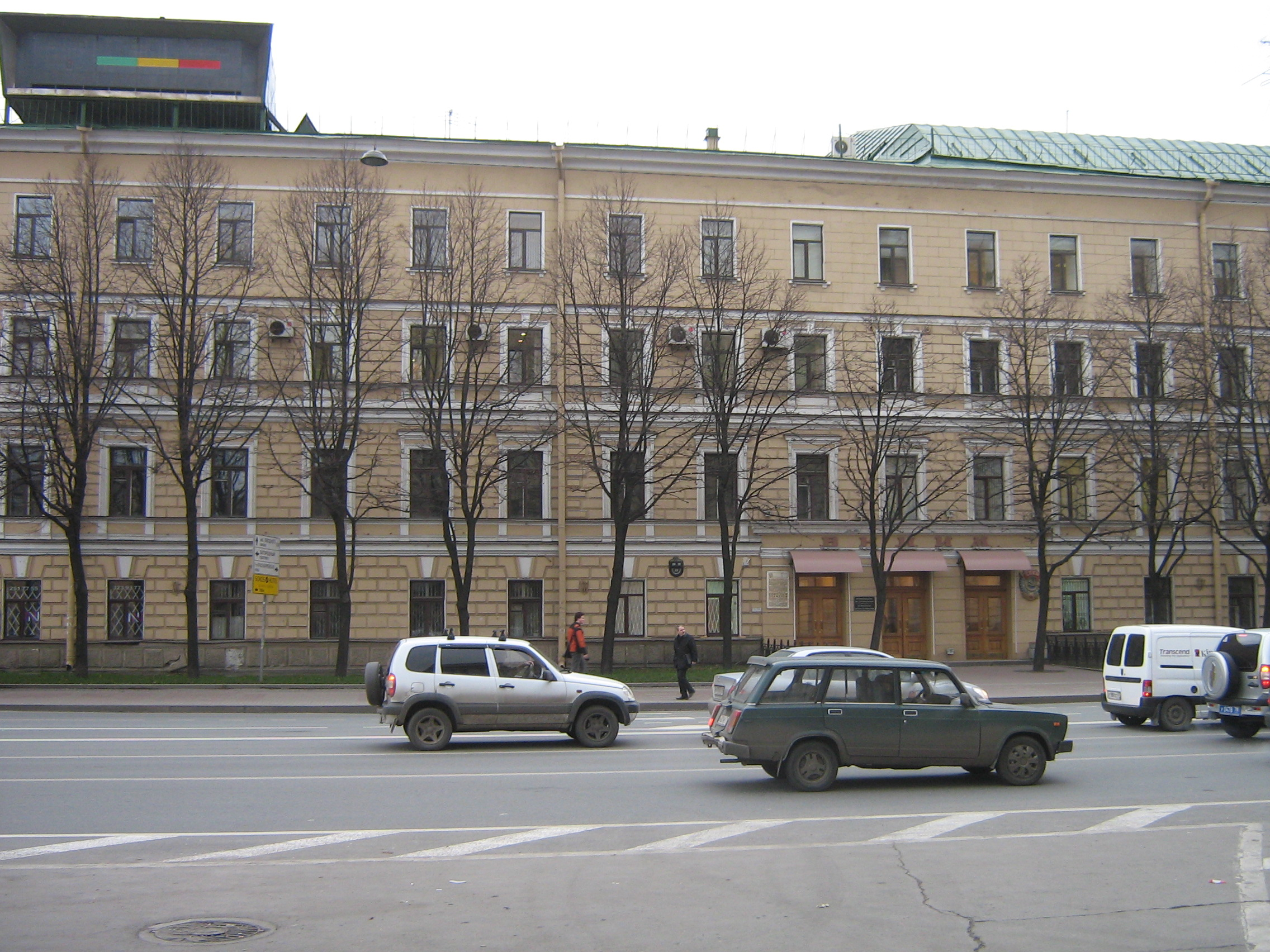
Санкт-Петербург, Московский проспект, дом 19. Здание ВНИИ метрологии, где на втором этаже располагался клуб.

Клуб «M19» был открыт 18 декабря 1999 года, его директором стал бизнесмен Владимир Аркадьевич Хвостов из Санкт-Петербурга. Название клуба происходит от адреса помещения: Санкт-Петербург, Московский проспект, дом 19. Изначально клуб насчитывал 50 компьютеров, в августе 2000 года было добавлено ещё 33, а позже в клубе было оборудовано более ста игровых мест. Конфигурация компьютеров на тот момент была следующей: Pentium 2 1800, RAM 256 Mb, GeForce 2, 17-дюймовые плоские мониторы LG Flatron; выделенный доступ в интернет. Кроме компьютеров в клубе были кафе-бар, русский бильярд и пул.

#### Турниры и лиги
В 2000 году в клубе проводятся три чемпионата по Counter-Strike: в мае — открытый чемпионат Двух Столиц, в июле — Кубок Philips, в ноябре — турнир, имевший статус всероссийского. Кроме этого, 8 июля 2000 года была создана уникальная Санкт-Петербургская Counter-Strike Лига, в которой принимали участие команды из России и с Украины. Всего было проведено не менее десяти розыгрышей лиги. Помимо этого клуб организует соревнования по Quake 3, Diablo 2, Flanker 2.5, FIFA, StarCraft, WarCraft III, и другим дисциплинам.
В 2001 году клуб получает статус отборочного центра World Cyber Games Северо-Западного региона России. В начале лета 2002 года в клубе проходит Фестиваль компьютерных игр, в котором принимают участие более 500 игроков в шести дисциплинах. 2003 год ознаменовался проведением турниров и лиг в новых дисциплинах, таких как NHL 2003 и ИЛ-2: Штурмовик. Также проходят товарищеские матчи между командами России и Казахстана по Counter-Strike, крупнейший международный турнир по Quake 3 c4 Open Cup, а также соревнования между 40 ВУЗами Санкт-Петербурга по WarCraft III. В 2005-2006 годах в клубе «M19» каждые три месяца проходили отборочные на турниры серии ASUS Open, собирающие лучших киберспортсменов СНГ.

#### Закрытие клуба
В 2006 году клуб был закрыт. По слухам, это произошло из-за проблем с арендой, так как помещение находилось в здании «ВНИИ метрологии», и был издан указ о невозможности сдавать помещения коммерческим организациям. Предполагалось, что ставший легендарным клуб будет открыт в другом месте, но этого так и не произошло.

### Т33
В 2001 году в Санкт-Петербурге открывается клуб «T33», принадлежащий владельцам «M19». Новый клуб был меньше, чем «M19», и содержал всего 61 компьютер. Название клуба также содержало аналогии с адресом помещения: Санкт-Петербург, проспект Испытателей, д. 33.
9 мая 2001 года в «T33» организуется командный турнир с участием известных питерских игроков, а ровно через два месяца, 9 июля 2001 года, на базе клуба проходит российская квалификация на международный турнир ELSA CPL European Championship в номинациях Quake 3 и Counter-Strike. На этом турнире в дуэльном первенстве первую победу одерживает молодой парень Алексей Нестеров (c4-LeXeR), которому через год предстоит в составе M19 выиграть один из наиболее значимых турниров по Quake 3. В конце 2001 года команда T33-Noble Stand по Quake 3 занимает второе место на WCG Russia. В 2002 году T33-PELE занимает четвёртое место на дуэльном турнире по Quake 3 на WCG Russia и остаётся в шаге от поездки в Корею на WCG 2002 Grand Final. Также в 2002 году команда подаёт заявку на участие в престижной европейской онлайн-лиге по Quake 3 Q3 DM Cup Spring 2003, имея в составе двух шведских игроков (TeRRaC и Culium).
Несмотря на то, что представители «T33» добивались определённого успеха в российских соревнованиях по Quake 3, он всё же всегда оставался в тени клуба «M19» и был практически неизвестен за рубежом.

## Выступления клуба в различных дисциплинах

### Counter-Strike
После открытия клуба M19 в 1999 году появляются модификации к командной компьютерной игре Half-Life, наибольшей популярностью пользуются различные бета-версии Counter-Strike. В 2000 году ещё до официального релиза игры в клубе стали проводиться турниры по Counter-Strike. Игроки из Санкт-Петербурга на равных соперничали с игроками из разных регионов, в том числе с московскими. Так, в ноябре 2000 года в клубе M19 проходит «Чемпионат двух столиц» с призовым фондом 1 000$, в котором победу одерживает сборная Санкт-Петербурга, составленная из игроков команд MLM и ATA (Ultra). Игроки MLM Rider и Nook позднее войдут в состав команды M19 по Counter-Strike, добившейся наибольших успехов среди всех подразделений клуба

#### История команды M19

##### 2001 год (создание команды, дебют в международных турнирах)

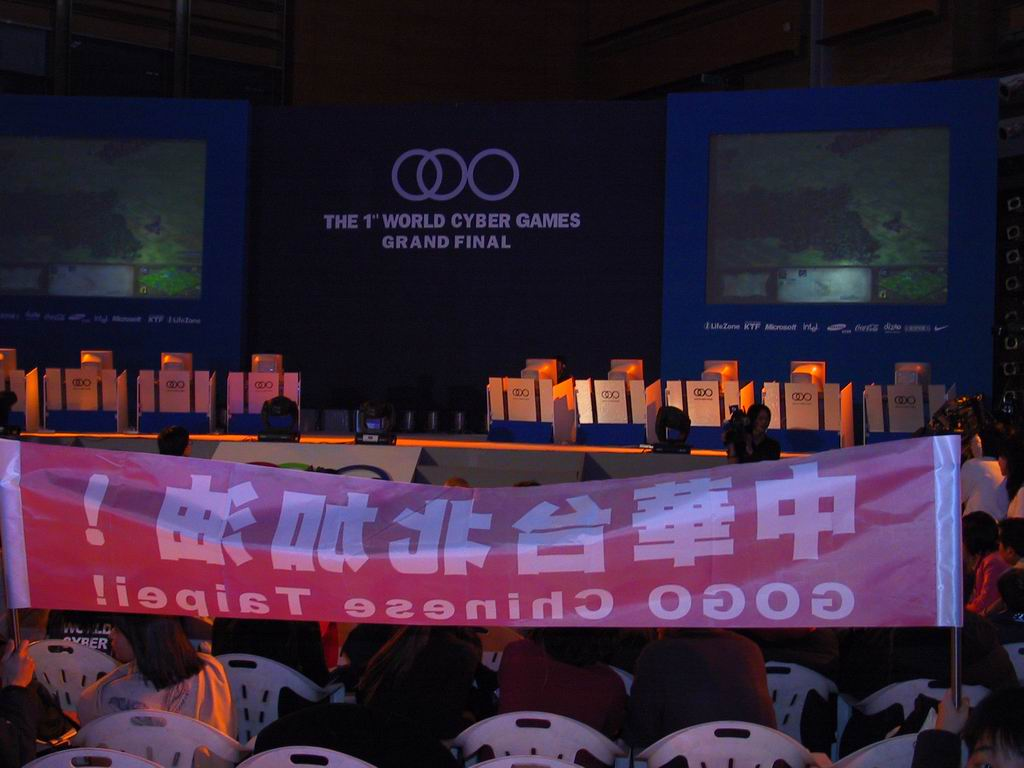
Первый чемпионат мира по компьютерным играм WCG 2001

В начале 2001 года на базе клуба формируется Counter-Strike команда под названием M19. Игровым лидером становится Алексей Козловский, известный под ником «NooK», выступавший ранее за команду Millenium (MLM), капитаном — Виталий Починкин («MadFan», выступавший до этого за SoBr). Также в состав команды входят Вячеслав Хан («Rider»), Юрий Терентьев («Alarik») и Александр Грибов («KaLagRib»).
Первым международным турниром для M19 становится Чемпионат Европы 2001 года, проходивший в Лондоне (ELSA CPL London). В июле 2001 года команда выиграла квалификационный турнир в России, уверенно обыграв в финале соперников из клуба c58, и впервые в истории российского киберспорта получила право участия в международном турнире по Counter-Strike. В Лондоне M19 выходят из группы, однако в 1/8 финала уступают финской команде All-Stars. Тем не менее, команда добывает необходимый опыт международных встреч и продолжает усиленные тренировки
В октябре 2001 года M19 получают право участвовать в первом чемпионате мира по киберспорту World Cyber Games. В финале отборочного турнира M19 одерживают сухую победу над московской командой ForZe — 7:0, и выигрывают главный приз — поездку на финал в Сеул и 11 000$ призовых.
В финальной части турнира команда M19, представляющая Россию, попадает в одну группу с лучшими коллективами Финляндии, США, Малайзии, Великобритании, Голландии и Южной Африки. Проиграв в стартовом матче будущему победителю группы (и бронзовому призёру турнира) — финской команде All-Stars, затем M19 одерживают четыре победы подряд. Несмотря на техническое поражение в матче с южноафриканской xTc, россияне из M19 набирают равное количество очков с командами США и Малайзии, и после победы в переигровке выходят из группы со второго места.
| Страна         | Команда      | В — П — Н | Очки | Выход из группы |
| -------------- | ------------ | --------- | ---- | --------------- |
| Финляндия      | All-Stars_fl | 5 — 1 — 0 | 15   |                 |
| Россия         | M19_ru       | 4 — 2 — 0 | 12   |                 |
| США            | [USA]_us     | 4 — 2 — 0 | 12   |                 |
| Малайзия       | FMJ_my       | 4 — 2 — 0 | 12   |                 |
| Великобритания | Nocturne_uk  | 2 — 4 — 0 | 6    |                 |
| Голландия      | [TRCC]_nl    | 1 — 5 — 0 | 3    |                 |
| Южная Африка   | xTc_za       | 1 — 5 — 0 | 3    |                 |

После группового турнира команды соревнуются по системе Double Elimination (до двух поражений). M19 сначала уступают австралийской команде Synergy, а в нижней сетке проигрывают испанцам из CTF и выбывают из турнира. В итоге победителем первого чемпионата мира по Counter-Strike становится канадская команда [:LnD:].
После возвращения из Сеула лидеры M19 MadFan и Nook отмечают посредственный уровень организации турнира по Counter-Strike, а также признают результаты выступления команды неудовлетворительными.

##### 2002 год (лидерство в России, победа на WCG 2002)
В феврале 2002 года по инициативе капитана M19 из команды уходит Alarik; его место занимает известный в Москве и Санкт-Петербурге игрок coMAR, бывший одноклассник Александра Грибова (KaLagRib). В обновлённом составе M19 выигрывают у москвичей из ForZe и получают право участвовать в онлайн-турнире Euro Cup 5 по Counter-Strike. В групповом турнире команда выступает крайне неудачно, выиграв лишь одну игру из шести и не сумев выйти из группы. Уже после второго матча, проигранного финской команде ewok, капитан M19 в своей колонке обвинил соперников в читерстве. Факт нарушения правил не был подтверждён, и финны в итоге заняли второе место, проиграв в финале немецкой команде mTw.
Ещё одним международным турниром, в котором принимает участие команда M19, становится PG Challenge 2002, LAN-чемпионат в столице Чехии — Праге, проходящий в июле 2002 года. Призовой фонд турнира составляет 15 000$, при этом победитель турнира по Counter-Strike должен получить наибольший приз — 4 000$. В итоге M19 занимают четвёртое место, выиграв лишь 500$.
В сентябре 2002 года M19 во второй раз подряд уверенно выигрывает путёвку на чемпионат мира WCG 2002, подтверждая статус сильнейшей российской команды. В финале отборочного турнира обыграна питерская команда Arctica*Queen, победителю достаётся 13 000$. К этому моменту пятым членом M19 стал Антон Капитанов («Rado»), заменивший не очень уверенно игравшего coMAR-а.

Награждение команды M19 по Counter-Strike на WCG 2002

Финал WCG 2002 проходит в южнокорейском городе Тэджон с 28 октября по 3 ноября 2002 года. В групповом турнире M19 последовательно встречаются с командами Японии, Голландии, Индии и Канады. Первые три матча M19 уверенно выигрывают, а последнюю встречу с канадской командой nerve заканчивают вничью.
| Страна    | Команда         | В — П — Н | Очки | Выход из группы |
| --------- | --------------- | --------- | ---- | --------------- |
| Канада    | nerve_ca        | 3 — 0 — 1 | 10   |                 |
| Россия    | M19_ru          | 3 — 0 — 1 | 10   |                 |
| Япония    | DeadlyDrive_jp  | 1 — 2 — 1 | 4    |                 |
| Голландия | reGeneration_nl | 1 — 2 — 1 | 4    |                 |
| Индия     | TUA_in          | 0 — 4 — 0 | 0    |                 |

После выхода из группы турнир продолжается по системе Double Elimination (до двух поражений). Как и в групповом турнире, первые три матча M19 выигрывают у команд Португалии, Бельгии и Великобритании, и в финале верхней сетки вновь встречаются с канадцами из nerve. В этот раз россияне играют успешнее, чем в групповом турнире, и обыгрывают соперника со счётом 17:7 на карте de_nuke, получив путёвку в суперфинал. Канадская команда в финале лузеров превосходит чемпионов Германии mousesports и также выходит в суперфинал.
Суперфинал между M19 и nerve проходит на карте de_dust2. Это была уже третья встреча команд на турнире. Для победы на чемпионате мира nerve необходимо было выиграть на двух подряд картах (второй картой могла стать de_prodigy), M19 же было достаточно одной выигранной карты. Первая половина встречи заканчивается победой контр-террористов nerve — 4 : 8. Однако вторую половину уверенно выигрывают M19 — 9 : 1, победив в общем итоге со счётом 13 : 9 и завоевав чемпионство. Приз за первое место составил 40 000$.
| Тур                   | Команда          | Страна         | Карта          | Счёт           |
| Групповой этап        | Групповой этап   | Групповой этап | Групповой этап | Групповой этап |
| --------------------- | ---------------- | -------------- | -------------- | -------------- |
| Тур 2                 | TUA              | Индия          | de_cbble       | 19 : 5         |
| Тур 3                 | reGeneration     | Нидерланды     | de_inferno     | 17 : 7         |
| Тур 4                 | DeadlyDrive      | Япония         | de_train       | 17 : 7         |
| Тур 5                 | nerve            | Канада         | de_nuke        | 12 : 12        |
| Double Elimination    |                  |                |                |                |
| Первый раунд          | Ultipost         | Португалия     | de_cbble       | 13 : 2         |
| Первый раунд виннеров | x-stars          | Бельгия        | de_dust2       | 13 : 1         |
| Второй раунд виннеров | Infinity-esports | Великобритания | de_inferno     | 13 : 4         |
| Финал виннеров        | nerve            | Канада         | de_nuke        | 13 : 9         |
| Суперфинал            | nerve            | Канада         | de_dust2       | 13 : 9         |

Победа на WCG 2002 и по сей день остаётся наивысшим достижением российских команд по игре Counter-Strike. Из команд постсоветского пространства успех M19 повторила и даже превзошла только украинская команда Natus Vincere, в 2010 году выигравшая три чемпионата мира по версиям IEM, ESWC и WCG.
Ещё в сентябре 2002 года, сразу после победы в отборочном турнире на WCG, M19 получает право участия в Euro Cup VI. В финале российской квалификации обыграны москвичи ForZe. Однако, как и в пятом сезоне Euro Cup, M19 выступают неудачно и даже не выходят из группы. Первым LAN-турниром для М19 в ранге чемпионов мира становится проходящий в Хельсинки MindTrek LAN. M19 готовятся в течение трёх дней и в итоге занимают четвёртое место.

##### 2003 год (поражения во всех значимых турнирах)
Третий подряд европейский кубок — Euro Cup VII — заканчивается для M19 очередным провалом: команда проигрывает все матчи в групповом турнире. По словам капитана, причиной тому послужили устаревшие компьютеры и низкая скорость интернет-соединения. По ходу турнира, в апреле 2003 года из команды уходят Rado и Rider, а их места занимают игроки питерской команды Arctica*Queen Hercules и Dumok. Rado уезжает в Екатеринбург и создаёт команду [mega], а Rider переходит в Arctica*Queen.
Выступление обновлённых M19 на российских отборочных к чемпионату мира WCG RU Preliminaries 2003 заканчивается сенсацией со знаком «минус». Команда проигрывает первые две игры малоизвестным коллективам Flash.LSD и Unitedteam и одной из первых покидает турнир.
Через месяц после бесславного выступления в отборочном турнире, команда анонсирует своё возвращение к «золотому» составу (Nook, KALbI4, Rado, MadFan и Rider) и заявляет о начале подготовки к международным турнирам CPL Denmark и CyberXGaming. К сожалению для российских болельщиков, в Копенгагене M19 не выходят из группы. Что касается CyberXGaming, турнир по CS с беспрецедентным призовым фондом 200 000$ был сенсационно отменён.
В целом 2003 год оказывается провальным для M19. В конце года создаётся команда Virtus.pro, которая сначала занимает 3 место (лучшее среди российских команд) на неофициальном первенстве СНГ Flashback Open Cup 2003, а потом и побеждает в представительном турнире VIKA WEB CS Open Cup. Именно Virtus.pro предстояло занять позицию M19 в качестве лидера российского Counter-Strike и удерживать её на протяжении нескольких лет.

##### 2004 год (доминирование Virtus.pro, смена состава, участие в WCG 2004)
В феврале M19 занимает второе место (после Virtus.pro) на турнире Arbalet СНГ Cup, собравшем большое количество команд со всей России, а также Украины, Беларуси, Латвии, Молдовы и Казахстана. Помимо этого M19 вынужденно отказывается принять участие в престижном турнире ASUS Winter Cup 2004, так как он проходит в одно время с квалификацией к ESWC Russia 2004 в Санкт-Петербурге, что вызывает недовольство участников команды. Удачно выступить в ESWC Russia 2004 также не удаётся, победа досталась команде Virtus.pro.
С февраля по май M19 выступают в европейской онлайн-лиге Counter-Strike Challenge. По сравнению с предыдущими онлайн-турнирами, этот завершился для M19 более успешно: команда дошла до полуфинала, проиграв будущему чемпиону — финской команде z0lad. Через несколько месяцев после победы финская команда была дисквалифицирована организаторами турниров ClanBase за использование читов.
В мае команду покидает капитан Виталий Починкин («MadFan»), чтобы сосредоточиться на учёбе и личной жизни. Некоторое время его заменяет Магеррам Ахмедов («mAger»), выступавший ранее за менее известные кланы, однако он также уходит из M19 в связи с подготовкой к вступительным экзаменам в институт. В июне на его место приходит Евгений Гапченко («400kg»), выступавший ранее в екатеринбургской команде mega и московской A-Line. В обновлённом составе команда начинает подготовку к российским отборочным на чемпионат мира. WCG RU Preliminaries 2004, прошедшие в июле, заканчиваются победой M19, которые получают право выступить в финале, а также призовые в размере 14 400$. Virtus.pro не принимают участие в отборочном турнире, так как команда в это время выступает на ESWC 2004.
Через месяц после победы в отборочном турнире Евгений Гапченко («400kg») получает отказ в получении визы для поездки в США, что делает невозможным его участие в финальном турнире. Вместо него на время финальных игр в команду возвращается Виталий Починкин («MadFan»), что существенно снижает шансы на успешное выступление.

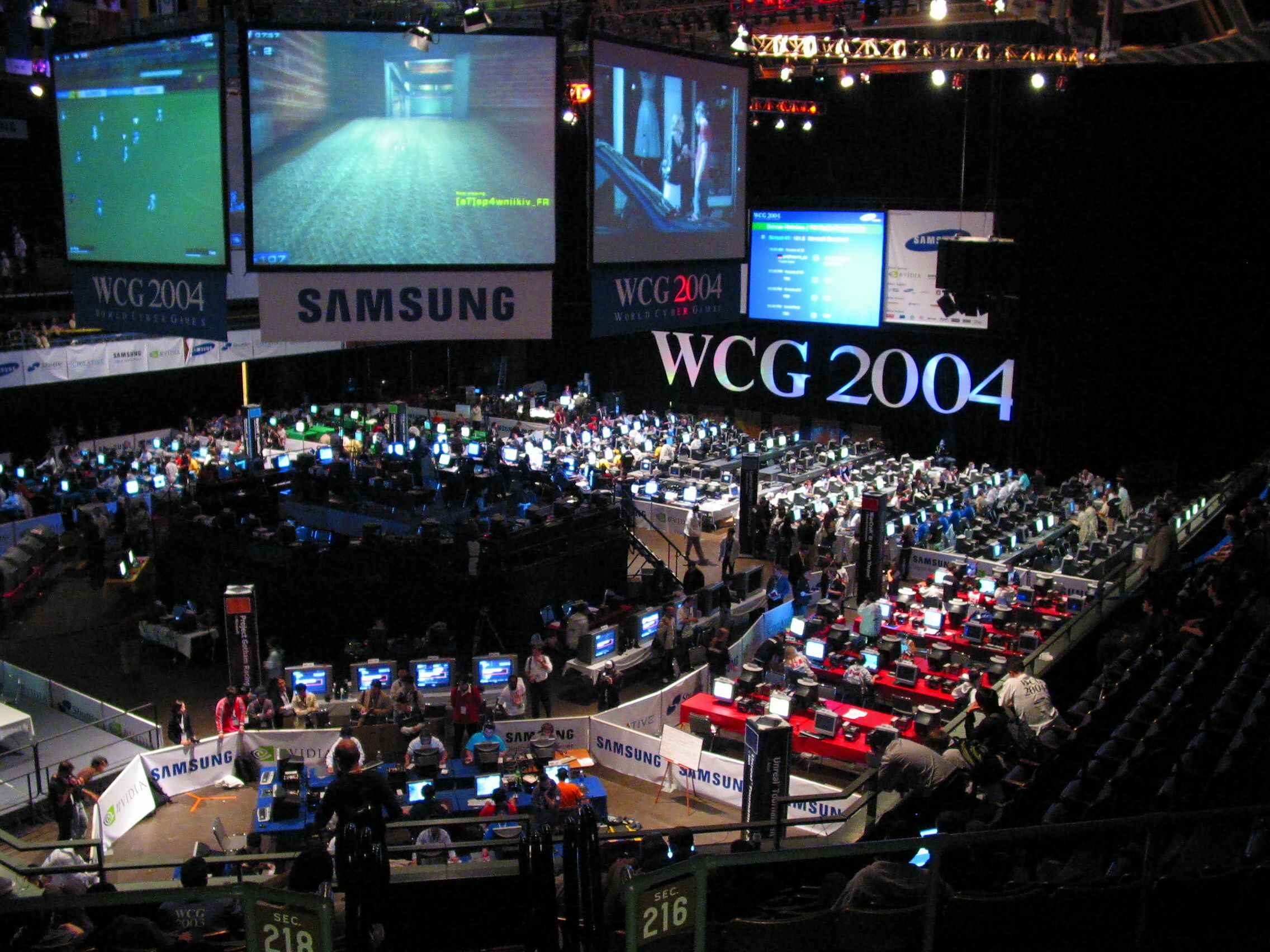
Игровой зал WCG 2004 Grand Final

На WCG 2004 Grand Final M19 попадает в группу с канадской командой TeamEG и турецкой teamquash. Первую игру с канадцами россияне играют вничью (12:12), но ввиду претензий одной из сторон назначается переигровка второй половины. В итоге M19 проигрывают 11:13. Однако после победы турок над канадцами, победа в последней игре против teamquash выводила бы M19 из группы. Россияне проигрывают и вторую игру (5:13) и прекращают участие на чемпионате мира.
Осенью M19 принимает участие в онлайн-лиге ESL CounterStrike Champions League, где играет в одной группе с Virtus.pro, однако не выходит из группы в LAN-финалы.
В ноябре команду покидают Вячеслав Хан («Rid3r») и Антон Капитанов («Rado»), которые, как и ранее Виталий Починкин («MadFan»), решают сконцентрироваться на учёбе и работе. Их места занимают выступавший ранее за M19 Кирилл Иляшович («CaS»), а также игравший ранее за mega toyot1k и попавший в резерв x0ma. Первым серьёзным турниром для обновлённого состава M19 становится ASUS Autumn Cup 2004, на котором команда занимает второе место, в очередной раз проиграв в финале Virtus.pro.
2004 год выдаётся для команды более успешным, чем предыдущий, так как к ней приходит победа в российских отборочных на WCG. В оставшихся турнирах, проводящихся в России, команда регулярно остаётся позади Virtus.pro, которые не только выигрывают большее количество турниров, но и занимают более высокие места в рейтинге лучших игроков России. На международных турнирах команда не добивается сколько-нибудь заметного успеха.

##### 2005 год (CPL Turkey, распад команды)
В январе на сайте SK Gaming неожиданно появляется пресс-релиз, в котором говорится об изменениях в руководстве и составе команды. Менеджером Counter-Strike подразделения назначается Фидель Ланг («Yesi»), в то время как главой проекта остаётся менеджер клуба «M19» Владимир Хвостов. Обновлённый состав команды выглядит следующим образом: Nook, Gribov (более известный как KALbI4), malish (он же CaS), 400kg, Medic.
Первым турниром для обновлённых M19 становится CPL Turkey, проходивший в феврале 2005 года. Команда с трудом выходит из группы, проиграв турецкой Team quash (5:16), а затем выиграв у их соотечественников из Rusher Team (16:11). В плей-офф M19 ждут более серьёзные соперники: в четвертьфинале обыграны поляки TitaNs (16:14), а в полуфинале — шведская команда ICSU. В финале россиянам предстоит сразиться с лучшей норвежской командой Catch Gamer, выбившей из турнира извечных соперников M19 — Virtus.pro. M19 проигрывают со счётом 16:13 и занимают второе место, однако это выступление становится одним из лучшим за годы существования команды. Даже несмотря на то, что призовые так и не были выплачены, игроки M19 называют этот турнир одним из самых ярких в карьере.
| Тур            | Команда        | Страна         | Карта          | Счёт           |
| Групповой этап | Групповой этап | Групповой этап | Групповой этап | Групповой этап |
| -------------- | -------------- | -------------- | -------------- | -------------- |
| Тур 1          | Team quash     | Турция         |                | 3 : 16         |
| Тур 2          | Rusher Team    | Турция         |                | 16 : 11        |
| Плей-офф       |                |                |                |                |
| Четвертьфинал  | TitaNs         | Польша         | de_cpl_mill    | 16 : 14        |
| Полуфинал      | ICSU           | Швеция         | de_nuke        | 16 : 4         |
| Финал          | Catch Gamer    | Норвегия       | de_inferno     | 16 : 13        |

В конце февраля M19 выступают в турнире ASUS Winter 2005 с участием лучших команд СНГ. После выхода из группы с первого места россияне проигрывают украинцам из NT-C и белорусам из tarantul и заканчивают выступление на турнире. В начале марта команда принимают участие в очередном розыгрыше EuroCup XI, однако не преодолевает первый групповой этап, выиграв лишь две игры из четырёх. Этот онлайн-турнир становится последним для легенды российского Counter-Strike.
28 марта 2005 года на сайте клуба «M19» появляется заявление:

Клуб М19 распускает состав CS-команды:
- NooK, KalbI4, Cas, 400 kg, Medic

и начинает набор нового состава для представления клуба на официальных соревнованиях.

По словам некоторых членов команды, причиной распада становятся финансовые трудности. По слухам, команде не платили зарплату, поэтому лидеры M19 NooK и 400kg перешли в другой питерский коллектив x4team. Кроме этого, за несколько недель до этого команда рассталась с Medic-ом. Официальная причина роспуска команды так и не была оглашена.

##### 2006 год (несостоявшееся возвращение, участие в CPL Winter Final 2006)
В ноябре 2006 года для участия в турнире CPL Winter Final 2006 неожиданно регистрируется команда с тегом M19 в следующем составе: Sally, hAZARd, sm0og1er, icey, di4m0nd. Первые два игрока представляют Россию, следующие два — Латвию, а имя di4m0nd-а не было известным в киберспортивных кругах. Перед началом турнира на сайте GotFrag публикуется интервью со скандальным лидером команды Станиславом Агаджаняном («di4m0nd»), в котором он уверяет, что получил разрешение от владельца интернет-кафе «M19» на использование известного тега. Тем не менее, большинство читателей считает объяснения неубедительными, так как интервью содержало несколько фактических ошибок и нестыковок. Позже появляется комментарий от Александра Грибова («KALbI4»), который также подтвердил, что Агаджанян является обычным лжецом, а не профессиональным игроком.
Тем не менее, команда под тегом M19 всё же выступает на турнире в следующем составе: face, firepup, frenz, icey, Oops!. Несмотря на присутствие в составе шведских игроков, выступавших в дальнейшем за ведущие команды (например, SK Gaming), все три матча группового турнира M19 проигрывает. На YouTube сохранилось документальное видео об участии M19 на CPL 2006.

#### Достижения
| Место | Турнир                     | Место проведения | Дата проведения    | Призовые                   |
| ----- | -------------------------- | ---------------- | ------------------ | -------------------------- |
|       | Russian CPL Qualifier 2001 | Москва           | 07 июля 2001 г.    | поездка на ELSA CPL London |
|       | WCG Russia 2001            | Москва           | 13 октября 2001 г. | 11 000$                    |
|       | WCG Russia 2002            | Москва           | 8 сентября 2002 г. | 13 000 $                   |
|       | WCG 2002 — Grand final     | Тэджон           | 3 ноября 2002 г    | 40 000$                    |
|       | Arbalet СНГ Cup            | Москва           | 8 февраля 2004 г.  | 2 000$                     |
|       | Counter-Strike Challenge   | онлайн-лига      | май 2004 г.        |                            |
|       | WCG Russia 2004            | Москва           | 10 июля 2004 г.    | 14 400$                    |
|       | ASUS Autumn Cup 2004       | Москва           | 28 ноября 2004 г.  | 250$ + 5 видеокарта ASUS   |
|       | CPL Turkey 2005            | Стамбул          | 12 февраля 2005 г. | 4 000$                     |

#### Состав

##### Выдающиеся игроки
За всё время существования команды в ней играли только российские игроки. Всего в состав команды входило не менее 15 человек, но наибольших успехов, включая победы на WCG Russia и WCG Grand Final добивалось шестеро: Nook, MadFan, KALbI4, Rider, Rado, 400kg. Двое игроков — Nook и KALbI4 — выступали за M19 с момента основания и до распада команды.
Алексей Козловский / «Nook» (род. 05.06.1983, Санкт-Петербург) — один из основателей и игровой лидер команды, игравших во всех составах M19. Тактик, хороший стрелок. После ухода из M19 выступал за x4team вместе с другими бывшими партнёрами. В 2007 году закончил учёбу и увлёкся покером.
Виталий Починкин / «MadFan» (род. 28.06.1981, Санкт-Петербург) — один из основателей и капитан команды. Вёл собственную колонку на киберспортивном сайте cyberfight.ru. После ухода из команды завязал с киберспортом, открыл интернет-кафе в Санкт-Петербурге.
Александр Грибов / «KALbI4» (также Калыч, Калагриб, Gribov) (род. 07.10.1984, Санкт-Петербург) — один из основателей команды, игравший во всех составах M19. Снайпер, хороший стрелок из всех видов оружия. После распада команды играл за Mighty44 (среди достижений — победа в ASUS Spring 2005 сразу после ухода из M19, в финале были обыграны бывшие партнёры из x4team), x4team, Spb.Islanders, Virtus.pro (восьмёрка лучших на ESWC 2007), различные миксы. В 2008 году заканчивает карьеру игрока, летом работает в Хельсинки почтальоном, а осенью уезжает на Бали, где живёт и ныне. Занимается сёрфингом, подрабатывает экскурсоводом. В 2010 году снялся в клипе Валерии на песню «Капелькою».
Вячеслав Хан / «Rider» (род. 12.03.1985, Санкт-Петербург) — один из основателей команды, который, тем не менее, обычно оставался в тени партнёров. Как и в жизни, в игре вполне мог действовать самостоятельно, неожиданно для соперника.
Антон Капитанов / «Rado» (род. 20.09.1983, Санкт-Петербург) — пришёл в M19 перед началом отборочных на WCG 2002. Один из лучших российских игроков, известность получил благодаря хитроумным находкам. В 2003 году уезжает в Екатеринбург и создаёт команду [mega], с которой выигрывает в турнире «Пермский период», а также занимает второе место на отборочных к ESWC (обыграв M19). Потом всё же возвращается в M19. Признался, что распад команды был обусловлен в первую очередь финансовыми причинами. Играл за x4team, ClickMouse, с 2006 по 2007 гг. являлся тренером Spb.Islanders. Работал в строительно-инвестиционной компании.
Евгений Гапченко / «400kg» (род. 1981, Челябинск) — один из ведущих игроков команды, пришедший на смену MadFan-у.  До M19 выступал в челябинской SC, московских A-Line и m5team, екатеринбургской [mega]. После распада M19 перешёл в x4team, затем в TRAP, где занял второе место на НПКЛ 2006. В итоге вернулся в Челябинск, играл за местную команду Lacerta и в 2007 году завершил карьеру, после чего занялся веб-разработкой.

##### Хронология изменений в составе
| Игрок    | Период выступлений | Период выступлений | Период выступлений | Период выступлений | Период выступлений | Период выступлений | Период выступлений | Период выступлений | Период выступлений | Период выступлений |
| -------- | ------------------ | ------------------ | ------------------ | ------------------ | ------------------ | ------------------ | ------------------ | ------------------ | ------------------ | ------------------ |
|          | 2001               | с февраля 2002     | с сентября 2002    | с апреля 2003      | с октября 2003     | с мая 2004         | с июня 2004        | с октября 2004     | с ноября 2004      | с января 2005      |
| Nook     |                    |                    |                    |                    |                    |                    |                    |                    |                    |                    |
| MadFan   |                    |                    |                    |                    |                    |                    |                    | WCG 2004           |                    |                    |
| Rider    |                    |                    |                    |                    |                    |                    |                    |                    |                    |                    |
| KALbI4   |                    |                    |                    |                    |                    |                    |                    |                    |                    |                    |
| Alarik   |                    |                    |                    |                    |                    |                    |                    |                    |                    |                    |
| coMAR    |                    |                    |                    |                    |                    |                    |                    |                    |                    |                    |
| Rado     |                    |                    |                    |                    |                    |                    |                    |                    |                    |                    |
| Hercules |                    |                    |                    |                    |                    |                    |                    |                    |                    |                    |
| Dumok    |                    |                    |                    |                    |                    |                    |                    |                    |                    |                    |
| mAger    |                    |                    |                    |                    |                    |                    |                    |                    |                    |                    |
| 400 kg   |                    |                    |                    |                    |                    |                    |                    |                    |                    |                    |
| CaS      |                    |                    |                    |                    |                    |                    |                    |                    |                    |                    |
| toyot1k  |                    |                    |                    |                    |                    |                    |                    |                    |                    |                    |
| x0ma     |                    |                    |                    |                    |                    |                    |                    |                    | резерв             |                    |
| Medic    |                    |                    |                    |                    |                    |                    |                    |                    |                    |                    |

|  | игрок основного состава |  | запасной игрок |  | игрок, временно заменяющий основного члена команды |

### Quake
Quake — компьютерная игра в жанре шутера от первого лица, первая версия которой вышла в 1996 году. Именно с появлением Quake зародилось понятие «киберспорт» и стали проводиться крупные чемпионаты.
На момент открытия клуба «M19» Quake был наиболее популярной компьютерной игрой. Ещё в 1997 году после победы Дениса Фонга («Thresh») в турнире Red Annihilation по Quake и выигрыша главного приза — автомобиля Ferrari 328 GTS, в России стали появляться первые профессиональные игроки. В марте 1999 года в Россию приехал лучший в мире Quake-клан «9» (Швеция), что создало предпосылки для зарождения киберспортивного движения и массового появления игроков (в первую очередь в Quake). Тем не менее, в 2000—2001 годах наилучших результатов добивались игроки из Москвы; успехи к Санкт-Петербургу и воспитанникам клуба «M19» придут лишь в 2002 году.
В начале 2000-х годов клуб «M19» представлял один из сильнейших Quake-кланов города, считавшийся единственным конкурентом московских команд. Большая часть достижений связана с именем Алексея Нестерова (M19*LeXeR), успешно выступавшего за M19 с 2002 по 2003 годы. Широкая известность в России пришла к Лексеру в 2001 году, когда он под выступал в клане c4 и выиграл два престижных дуэльных турнира: российскую квалификацию на ELSA CPL European Championships, а также WCG России 2001. В финальной части первого чемпионата мира World Cyber Games 2001 Алексей выступает сверхудачно, заняв второе место, добыв первую медаль России на чемпионатах мира и выиграв 10 000$.
В 2002 году LeXeR переходит в M19, и уже через несколько месяцев достигает наивысшей точки своей киберспортивной карьеры. 1 июля 2002 года Алексей Нестеров получает американскую визу для участия в одном из старейших турниров QuakeCon 2002, а через восемнадцать дней сенсационно становится его победителем, выиграв у сильнейших квейкеров планеты и заработав 20 000$.
Насколько триумфальным было выступление M19*LeXeR на QuakeCon 2002, настолько большим разочарованием стала игра Алексея на российских отборочных к World Cyber Games 2002, где он не сумел попасть в тройку лучших и поехать в Корею на гранд-финал. Эта неудача негативно повлияла на игрока: понизив требования к себе, Алексей оказался позади молодых и перспективных российских профессиональных игроков и так и не смог подняться на прежний уровень.
Последним успешным турниром для M19*LeXeR-а становится ESWC 2003, на котором он занимает третье место. После окончания турнира Алексей Нестеров начинает подготовку к QuakeCon 2003 и WCG 2003. На QuakeCon 2003 Алексей выступает не очень удачно, не войдя даже в четвёрку лучших. На WCG 2003 же M19*LeXeR выступить не смог, так как Quake 3 был неожиданно исключён из числа дисциплин ввиду падения популярности игры и жанра во всем мире. Наряду с другим известным игроком в Quake 3, чемпионом World Cyber Games 2002 uNkind-ом, LeXeR прекращает серьёзные тренировки и заканчивает карьеру.
В 2004—2005 годах после ухода из M19 LeXeR без особого успеха выступает за команды Check-Six (x6) и Play.It в дисциплине PainKiller.
Осенью 2008 года Алексей Нестеров вместе с Александром Грибовым (выступавшим за команду по игре Counter-Strike под ником M19*KALbI4) уезжает на Бали, где и живёт по сей день.

### FIFA
Ещё одной дисциплиной, в которых представители M19 добивались значительных успехов, является серия футбольных симуляторов FIFA.
Первым крупным успехом стала двойная победа представителей клуба на WCG Россия 2002. Первое место и путёвка в финал, проходящий в Корее, досталась Виктору Гусеву (род. 28.05.1983), известному под ником M19*Alex (второе место выиграл M19*Chilavert). К сожалению, в финале World Cyber Games 2002 M19*Alex не смог пробиться в тройку победителей.
Первая победа на международном уровне добыта Виктором Гусевым в апреле 2003 года: он становится чемпионом Европы, выиграв турнир ClikArena во Франции. Через несколько месяцев M19*Alex занимает второе место на WCG Россия 2003 и получает право участия в финальном турнире, однако в Корее вновь выступает неудачно, проиграв в одной восьмой финала.
WCG Россия 2004 становится триумфальным для представителей клуба «M19»: первое, второе и четвёртое места занимают соответственно M19*Alex, M19*Wer и M19*Adidas. На международной арене российских футболистов ждёт очередной провал: M19*Alex и M19*Wer вылетают в четвертьфинале.
Вероятно, из-за отсутствия стабильных результатов на международной арене, клуб «M19» стал уделять меньше вниманию отделу по FIFA, поэтому M19*Alex и M19*Wer перешли в состав другой питерской организации — x4, в составе которой в 2005 году вновь заняли первые два места на WCG Russia. Оставшиеся же игроки «M19» в FIFA с тех пор не показывали серьёзных результатов даже на российских турнирах.

### Unreal Tournament
Unreal Tournament — шутер от первого лица, сумевший составить конкуренцию по популярности игре Quake 3. Несмотря на то, что эти две игры вышли одновременно, в России Unreal Tournament получил значительно меньшее распространение. Тем не менее, эта дисциплина была представлена на чемпионате мира World Cyber Games, поэтому в России также проводились турниры по Unreal Tournament и Unreal Tournament 2003, в которых небезуспешно выступали представители клуба «M19».
Лучшим результатом представителей M19 стала победа на WCG Россия 2003 Павла Русина (род. 08.06.1984), известного под ником M19*Askold^34s. Приставка 34s в псевдониме Павла свидетельствует о том, что он также являлся членом одного из лучших российских кланов Free Forces, за который Павел выступал с 2002 года на протяжении всей киберспортивной карьеры, причём в 2002 году также выиграл отборочный турнир на World Cyber Games и вместе с командой M19 по Counter-Strike вошёл в состав сборной России на финале в Корее. Несмотря на это, в начале 2000-x годов в России отсутствовали по-настоящему профессиональные команды (игроки не получали зарплату и отдавали часть призовых для того, чтобы клубы оплачивали поездки на международные турниры), поэтому материальной выгоды от членства в клане M19*Askold^34s извлечь не мог.
Вторым по величине успехом M19*Askold^34s в России стала победа в дисциплине Unreal Tournament 2003 на турнире Arbalet СНГ Cup, в котором участвовали лучшие игроки СНГ.
К сожалению, на международных турнирах M19*Askold^34s не смог выступить так же успешно, как и на внутренних. Одним из наилучших способов проявить себя за рубежом было участие в ESWC 2003: ради выигрыша российских отборочных Павел Русин пропускал экзамены в ВУЗе, однако перед самым началом турнира сборной России было отказано в выдаче виз, и от участия в турнире пришлось отказаться.
К концу 2004 года Павел постепенно стал тренироваться всё меньше и меньше, затем увлёкся программированием и стал работать над созданием сетевых компьютерных игр. Тем не менее, киберспортивную карьеру Павла Русина можно считать успешной: на его счету несколько побед в крупнейших российских турнирах и более 8 000$ призовых. Помимо выступлений в турнирах по Unreal Tournament с 2003 по 2005 годы Павел Русин под псевдонимом Askold Dalin вёл колонку на киберспортивном сайте cyberfight.ru, в которой размышлял о состоянии и перспективах киберспорта в России.
Среди прочих игроков в Unreal Tournament, выступающих за клуб «M19» наиболее известны M19*CaS (игравший также за команду по Counter-Strike), M19*Awar и M19*Sid. Тем не менее, наивысших результатов на российских турнирах подобно M19*Askold-у они не добивались.

### WarCraft III
Одной из немногих популярных игр, в которых члены клуба «M19» не добивались существенных успехов на российской и международной арене, стал WarCraft III — стратегия в реальном времени, вышедшая в 2002 году. Наиболее известными представителями M19 по игре WarCraft III являлись Александр Доценко (M19*BigMan) и Михаил Мирчук (M19*Miker). Считаясь одними из лучших питерских игроков, они тем не менее не добивались наивысших мест на наиболее престижных российских турнирах, среди которых выделялись ASUS Open и WCG RU Preliminaries:
- ASUS Summer Cup 2003 — 4 место (M19*BigMan)[92],
- ASUS Winter Cup 2004 — 5-6 место (M19*BigMan)[93]
- ASUS Summer Cup 2004 — 5-6 место (M19*pipS)[94]
- ASUS Autumn Cup 2004 — 5-6 место (M19*Miker)[64]
- ASUS Spring Cup 2005 — 4 место (eT.M19-Miker)[95]
- WCG Russia 2005 — 5 место (M19*Miker)[96].

Единственным исключением стало успешное выступление Александра Доценко на отборочном турнире к ESWC в 2003 году. M19*BigMan выиграл российскую квалификацию, однако вместе со сборной не сумел принять участие в финале во Франции, так как не получил визу.

## Менеджмент клуба
Владимир Хвостов (род. 28.01.1965) — главный менеджер клубов «M19» и «T33». Кроме создания команды по Counter-Strike принимал активное участие в организации российских киберспортивных турниров, в том числе WCG Russia 2005, а в 2002 году под ником M19*Man Хвостов входил в состав сборной России на WCG 2002 в качестве менеджера.
Организацией и обозреванием турниров по Counter Strike, Quake 3, WarCraft III, FIFA, Unreal Tournament занимался Сергей Соловей («M19|Warrior»). Сергей заинтересовался киберспортом после знакомства с игрой Doom, затем увлёкся Counter-Strike и Quake, однако не добившись результатов как игрок, сумел проявить себя в качестве талантливого организатора. Участвовал в работе над проектами «M19 online Radio» и «M19 CS Cup».

## Финансовая поддержка
В первые годы существования клуба «M19» игроки не имели профессиональных контрактов; в России они появились лишь в середине 2000-x годов. Несмотря на низкую доходность интернет-кафе, клуб обеспечивал игроков игровыми местами и интернет-трафиком, а также оплачивал междугородние и международные поездки, взамен получая рекламу на престижных турнирах, а также 20 % призовых.

Technics [PK]: Но о том чтобы платить зарплату игрокам, то тут уже у нас в России такой менталитет, наши клубы готовы тратить огромные деньги на трафик, на зарубежные поездки, а как дело касается зарплаты — то даже 500р в месяц никто не даст.

Через несколько лет, когда киберспорт стал более популярным, лучшие игроки стали получать вполне приличные зарплаты. Более высокая заработная плата могла стать поводом для переходы из одной команды в другую. В частности, именно финансовый вопрос стал причиной распада команды M19 по Counter-Strike, а также перехода лучших игроков в FIFA в другой питерский клуб x4.

- CMEPTHuK: Спасибо за интервью! Какова зарплата прогеймера в России и за рубежом?
- NooK: Хватит прожить если ты будешь хотябы top3 по России.

Тем не менее, уровень организации в клубе «M19», как и в других российских клубах того времени, значительно уступал ведущим зарубежным коллективам, таким как SK Gaming и NiP, в которых игроки получали стабильную зарплату и могли целиком сконцентрироваться на выступлениях.

## Вклад в развитие киберспорта
По словам одного из ведущих киберспортивных журналистов России Марка Овербуха («Марчелло»), менеджер клуба «M19» Владимир Хвостов является «человеком без которого мы бы не знали тех M19, выигравших WCG», а также «одним из тех столпов, на которых держится российский киберспорт».

### Российский киберспорт
«M19» долгие годы являлся наиболее известным клубом Санкт-Петербурга, представители которого успешно выступали на чемпионатах России, входя в число наилучших российских киберспортсменов и завоевав с 2001 по 2004 годы шесть золотых и три серебряных медали. Большое количество проводимых в Санкт-Петербурге турниров стало предпосылкой к успешному выступлению питерских игроков на World Cyber Games 2002, после которого киберспорт впервые попал на телеэкраны страны, что дало небывалый толчок к популяризации и развитию игровых дисциплин, проведению сотен соревнований по всей стране, а также созданию профессиональных команд.

### Международное признание
В 2001 году команда клуба M19 по Counter-Strike впервые в России приняла участие в международных турнирах. Сенсационные победы M19 на World Cyber Games, а также M19*LeXeR-а на турнире QuakeCon в 2002 году стали первыми для российских представителей и заставили зарубежных профессиональных игроков всерьёз относиться к россиянам. Более того, победа M19 на чемпионате мира в дисциплине Counter-Strike до сих пор является наилучшим международным достижением за десятилетнюю историю российского киберспорта.

## Видеоролики и телепередачи
Истории клуба «M19» и успешным выступлениям его членов посвящено несколько видеороликов. В их число входят записи телепередач, документальные съёмки, а также основанные на записях выступлений игроков «мувики», созданные как профессиональными авторами, так и обычными фанатами. Большая часть клипов посвящена наиболее зрелищным дисциплинам, в которых M19 добивались значительного успеха: Counter-Strike и Quake 3. Выход большинства указанных ниже видеороликов анонсировался на популярных киберспортивных сайтах, другие же иллюстрируют важные события из истории клуба.

### История Counter-Strike, клуб M19, 2000 год
В 2007 году в сети появился ролик про первые киберспортивные турниры Санкт-Петербурга. В трёхминутном видео показан клуб «M19», а также редкие кадры проводившегося в нём в 2000 году Чемпионата двух столиц по Counter-Strike. Ролик содержит как фрагменты матчей, в которых принимали участие будущие чемпионы мира M19*MadFan и M19*Rider, так и записи послематчевых обсуждений.

### M19*LeXeR QuakeCon Ownage 2002 video
В сентябре 2002 года после победы Алексея Нестерова на QuakeCon появился 11-минутный видеоролик от Alien[S2] (Краснодар), отличающийся необычным сюжетом: неизвестный русский игрок появляется среди американских «богов Quake» и выигрывает у всех соперников, одерживая победу в престижном турнире. Ролик включает в себя как записи выступления M19*LeXeR-a на QuakeCon 2002, так и фрагменты известных фильмов и видеоклипов.

### НТВ «Намедни» о WCG 2002
9 ноября 2002 года в эфир телеканала НТВ выходит выпуск передачи «Намедни», посвящённый поездке съёмочной группы на WCG 2002 вместе с российской сборной. Это был один из первых, и на тот момент наилучший материал о киберспорте на российском телевидении, хотя игроки команды по игре в Counter-Strike высказывали недовольство из-за того, что они были выставлены не в лучшем свете:

GuGo: Если говорить о последнем репортаже в программе «Намедни», где вас показали не с лучшей стороны, что вы можете ответить? Вам не показывали конечный вариант программы, которая пойдет в эфир?
M19*MadFan: Нет, конечно. Несмотря на то, что отснято было очень много материалов, они предпочли сделать репортаж по-своему. Как он у них получился — судить вам. Мы же там были выставлены не в лучшем свете: отчисление из институтов, проблемы дома с родителями и проч. Ну, видимо, это такая у них специфика…
GuGo: Вы считаете, что если уж телевидение делает о киберспорте репортажи, то «лучше так чем никак»?
M19*MadFan: Не всегда. В «Намедни» все было сделано намного профессиональнее, чем в репортажах на других телеканалах. Там были такие, что вообще труба.

### The Revolution Is Here!
В июне 2004 года M19 выпускают мувик «The Revolution Is Here!», основанный на фрагах с турниров по Counter-Strike 1.6. Авторами работы стали финны из Infinity Design, ранее работавшие над аналогичными видеороликами для других команд.

### M19 @ CPL 2006 LIVE
Ещё одна уникальная запись появилась в 2008 году благодаря скандально известному игроку M19*di4m0nd, который выложил на своём канале в YouTube запись игры интернационального коллектива под тегом M19 против 4kings на CPL 2006. Это единственный эпизод в истории Counter-Strike команды M19, когда в её состав (пусть даже обманным путём и всего на один турнир) входили ведущие шведские профессиональные игроки.